# Дафнис и Хлоя (фильм)
«Дафнис и Хлоя» — фильм режиссёра Юрия Кузьменко, снятый в 1993 году по мотивам одноимённого классического древнегреческого романа Лонга.

## Сюжет
Античная Греция. Дом богача Дионисофана: хозяин развлекается с гетерой Ликенион, тогда как его жена Клеаристо рожает второго сына. Находясь после родов в неадекватном состоянии, женщина пытается повеситься, отдав перед этим новорожденного сына странникам. У старшего сына Астила при виде всего происходящего в доме возникает тяжёлое нервное потрясение. В суматохе на исчезновение его брата не обращают внимания.
Некоторое время спустя немолодой бездетный пастух Ламон ищет козу, а когда находит, то видит, что её вымя сосёт младенец. Крестьянин и его жена Миртала воспринимают это как дар богов. Двумя днями раньше Напа, жена их соседа Дриаса рожает девочку Хлою. Дети становятся молочными братом и сестрой. К Дионисофану приходит таинственный незнакомец Гнатон, который обещает исцелить Астила. Он справляется с этой трудной задачей, и хозяин принимает его в дом как клиента.
Прошли годы. Дафнис и Хлоя подросли, их детская дружба перерастает в юношескую любовь. Однако девушкой интересуется и гигант Даркон. Он даже пытается угрожать юноше. Однако родители Хлои находятся в тяжёлом материальном положении. Выход из ситуации они видят в браке своей дочери с Дарконом. Данная ситуация мало приятна для Ликенион, которая стала любовницей гиганта. Она встречается с девушкой и советует ей перестать быть девственницей. У Дионисофана свои проблемы — он и Клеаристо уверены в том, что у Астила есть подруга, но не знают, кто она. Проследив за сыном, нобиль выясняет, что тот вступил в гомосексуальную связь с Гнатоном. Приживал убивает патрона и заявляет Астилу, что тот убил собственного отца.
Дафнис пытается вступить в сексуальную связь с Хлоей, однако девушка испытывает боль из-за неопытности юноши, в итоге она остаётся девственницей. Об этом узнаёт Ликенион, которая решает обучить молодого человека искусству любви. Дафнис пытается вызвать Даркона на поединок, однако гигант просто избивает его. Тогда юноша пытается продать драгоценности, бывшие при нём, когда Ламон нашёл младенца. Дафнис пытается встретиться со своим хозяином Астилом, но при этом сталкивается с Гнатоном, который приводит юношу в термы, где пытается соблазнить его. Однако молодой человек избивает соблазнителя и сбегает.
Дафнис встречается с Клеаристо, которая по кольцу узнаёт своего младшего сына. Однако родители Хлои считают, что теперь их дочь не нужна разбогатевшему юноше. Тем временем появляется Даркон и силой пытается взять девушку. Когда Дафнис приходит за своей невестой, между ним и гигантом снова возникает драка, однако на этот раз верх одерживает юноша. Наконец он соединяет свою судьбу с Хлоей. Тем временем Гнатону приходится бежать из города.

## В ролях
- Ольга Кейзерова — Хлоя
- Юрий Гуртовой — Дафнис (озвучивает Вячеслав Баранов)
- Любовь Полищук — Клеаристо
- Борис Химичев — Дионисофан
- Кирилл Козаков — Гнатон
- Елена Кондулайнен — Ликенион
- Алексей Ягодзинский — Астил
- Алёша Коколов — Астил в детстве
- Павел Абдалов — Даркон
- Елена Костина — Напа
- Эльвира Хомюк — Митрала
- Александр Яковлев — Дриас
- Дмитрий Миргородский — Ламон
- Людмила Аржаникова
- А. Каравайченко
- Наталья Пацура
- Владимир Шакало — Пелей
- Валерия Арланова — Климена (нет в титрах)
- Сергей Гавришкив — раб (нет в титрах)

## Критика
Кинокритик А. Фёдоров невысоко оценил попытку режиссёра снять эротическую мелодраму, сравнив её с любительским спектаклем.